# Номгон

 Номгон (монг. Номгон?, ᠨᠣᠮᠭᠤᠨ? монг. Номгон сум?, ᠨᠣᠮᠭᠤᠨ
ᠰᠤᠮᠤ?) — сомон монгольского аймака Умнеговь (Южно-Гобийского аймака). Центр сомона — Сангийн далай — находится в 110 км от административного центра аймака — города Даланзадгад; расстояние до столицы страны Улан-Батора — 700 км.
Сомон расположен в самой южной части Монголии. Площадь составляет около 19 тыс. кв. км. Рельеф преимущественно равнинный. Высота гор — 1000-1200 м; много впадин, около 60 родников и источников. Имеются запасы строительного сырья и цветных металлов. 
Животный мир представлен лисами, горными баранами, дикими козами, зайцами и барсуками. По данным на 2010 год в сомоне насчитывается 116 852 голов скота.  
Климат резко континентальный. Средняя температура января — –18°C, июля — +29°C. За год в среднем выпадает 130 мм осадков. 
Население на 2011 год — 2 736 человек, в основном халха-монголы. На территории сомона имеются школа, больница.